# マルカム3世 (スコットランド王)
マルカム3世（ゲール語：Máel Coluim III mac Donnchada, 英語：Malcolm III, 1031年 - 1093年11月13日）は、スコットランド王（在位：1058年3月17日 - 1093年11月13日）。マルカム・カンモー（Molcolm Canmore：canmoreとは大きな頭の意）の渾名で知られ、大首領王と呼ばれる。ダンカン1世とノーサンブリア伯シューアドの妹シビルの長男だが、フォーティヴィオットの水車番の娘との間の庶子ともいわれる。ドナルド3世の兄。

## 生涯
1040年に父が従叔父のマクベスに暗殺されると、母方の伯父のシューアドに連れられてイングランドに逃れ、青年期までサクソン風に育てられた。
1054年にシューアドと共にスコットランドに戻り、スクーンでマクベスを敗走させ、1057年にはシューアドの後を継いだノーサンブリア伯トスティ・ゴドウィンソンとイングランド王エドワード懺悔王の支持を確保して、ランファナンの戦いでマクベスを討ち取った。王位がケネス3世の曾孫ルーラッハ（マクベスの継子）に移ると、4ヶ月後の1058年3月にストラスボギーでルーラッハも討ち取り、マルカム3世として即位した。翌1059年にはスコットランド北端のオークニー諸島の領主でオークニー伯シグルズの長男トールフィンの未亡人で、ノルウェー王の血を引くイーンガボーグを王妃としたが、彼女は1065年にマルカム3世に先立って死去した。
1066年にノルマンディー公ギヨーム2世がサクソン王ハロルド2世を討ち取ってイングランドを制圧し、イングランド王ウィリアム1世となった（ノルマン・コンクエスト）。2年後の1068年、ハロルド2世の継承者（エドマンド2世の孫）エドガー・アシリングとその姉マーガレットが逃亡の途中で船が遭難し、スコットランド東岸に打ち上げられた。イーンガボーグをすでに失っていたマルカム3世は姉弟を匿い、翌1069年にマーガレットと再婚した。
サクソン好みのマルカム3世は、サクソン王の血を引くマーガレットと共にフューダリズムを推し進めた。また、宮廷の習慣をサクソン方式に改め、教会の行事や典礼を伝統的なケルト式からローマ式に改革した（マーガレットはその功績から後に聖マーガレットと呼ばれることになった）。一方、イングランドへはエドガーの王位請求権を口実にたびたび侵攻したが、1071年にはウィリアム1世に攻め込まれて、翌1072年にアバネシーの和約でイングランドへの臣従を誓い、長男ダンカン（後のダンカン2世）を人質に取られた。
マルカム3世はその後もイングランドへの侵攻を繰り返したが、1093年11月13日、5度目のイングランド侵攻において四男エドワードと共に戦死した。弟のドナルド3世がサクソン方式に反発した貴族に擁立されてスコットランド王に即位したが、イングランドに残されていたダンカンがウィリアム2世の援助でドナルド3世を廃位させて即位した。しかし、間もなく反対派に暗殺され、ドナルド3世が復位して王位継承は混乱していった。この争いに決着がつくのは、六男エドガーがドナルド3世を廃位してスコットランド王に即位した1097年である。

## 子女
1059年、フィン・アルネッソンとベルグリョート（シュル家）との娘イーンガボーグと結婚し、3人の子を儲けた。
1. ダンカン2世（1060年 - 1094年）
2. ドナルド（? - 1085年）
3. マルカム（? - 1094年）

1069年または1070年にダンファームリン・アビーでエドワード・アシリングの娘マーガレットと結婚し、8人の子を儲けた。
1. エドワード（? - 1093年） - イングランド遠征の帰途にジェドバラで死去[9]
2. エドマンド（1070年? - 1097年?）
3. エドガー（1072年 - 1107年）
4. エゼルレッド（英語版）（生没年不詳） - ダンケルドの修道院長
5. アレグザンダー1世（1078年 - 1124年）
6. イーディス（マティルダ）（1080年頃 - 1118年） - イングランド王ヘンリー1世妃
7. メアリー（英語版）（1082年 - 1116年） - 1102年にブローニュ伯ウスタシュ3世と結婚。イングランド王スティーブン妃マティルドの母
8. デイヴィッド1世（1084年頃 - 1153年）